# Adhaesio interthalamica
L'adhaesio interthalamica (adesione intertalamica, o massa intermedia, o commissura grigia) è un'area di connessione di sostanza grigia presente nel diencefalo. Le sue superfici mediali formano la parte superiore della parete laterale del terzo ventricolo. Questa struttura può essere assimilata ad un ponte il cui compito consiste nel congiungere la faccia mediale del talamo, ricoperta da ependima, con la faccia mediale di quello controlaterale. L'adhaesio interthalamica non corrisponde ad una commessura e non vi è, quindi, scambio di fibre tra le formazioni talamiche poste ai lati della struttura, ma si tratta di un semplice contatto.
Nei mammiferi diversi dagli umani, questa struttura ha dimensioni maggiori. Nell'uomo è lunga circa un centimetro, sebbene nelle femmine sia più grande di circa il 50%. In alcuni casi può essere suddivisa in due parti e non è presente nel 20-30% della popolazione. Nel 1889, un anatomista portoghese esaminò 215 cervelli, dimostrando che gli uomini hanno circa il doppio delle probabilità di non possedere l'adesione intertalamica rispetto alle donne. La sua assenza è considerata irrilevante.
In pazienti con la malformazione di Arnold-Chiari di tipo II questa regione risulta di dimensioni notevolmente maggiori.